# Миза Таагепера
Миза (замок) Таагепера (ест. Taagepera mõis, нім. Wagenküll), заснована на початку XVI ст. в селі Таагепера (село зараз належить до волості Хельме, повіту Валгамаа), спочатку належала фон Ребіндерам, а в 1694-1796 рр. – фон Штакельбергам, звідки походить естонська назва. В 1819 р. мизу придбали фон Штрюки.
На початку XX ст. Гуго фон Штрюк наказав побудувати в Таагепера найпишніший і найвеличніший в Естонії замок в стилі модерн. Будинок, будівництво якого було завершено в 1912 р., спроектував архітектор Отто Вільдау. Характерним елементом є струнка округла башта висотою 40 м. Фасад прикрашено двома великими фронтонами. Покрівля спочатку була з шиферу, який зберігся на двох ворітних спорудах.
Будинок, що постраждав у Визвольній війні 1919 р., після експропріації було пристосовано під легеневий санаторій, який було відкрито в 1922 р. Санаторій і лікарня діяли в будинку мизи до 2000 р., а з 2002 р. в мизі відкрито готель і конференц-центр.

## Галерея

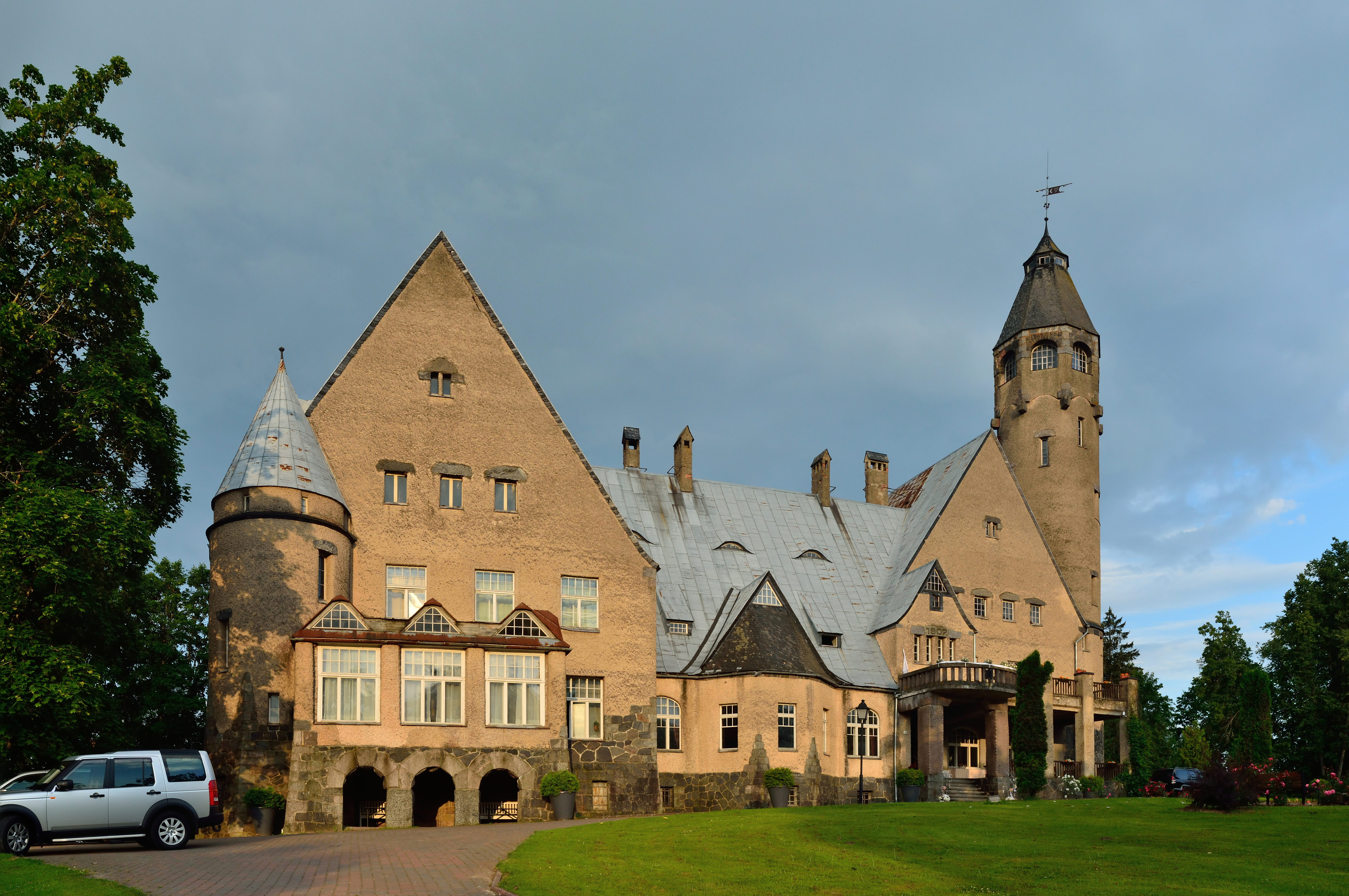
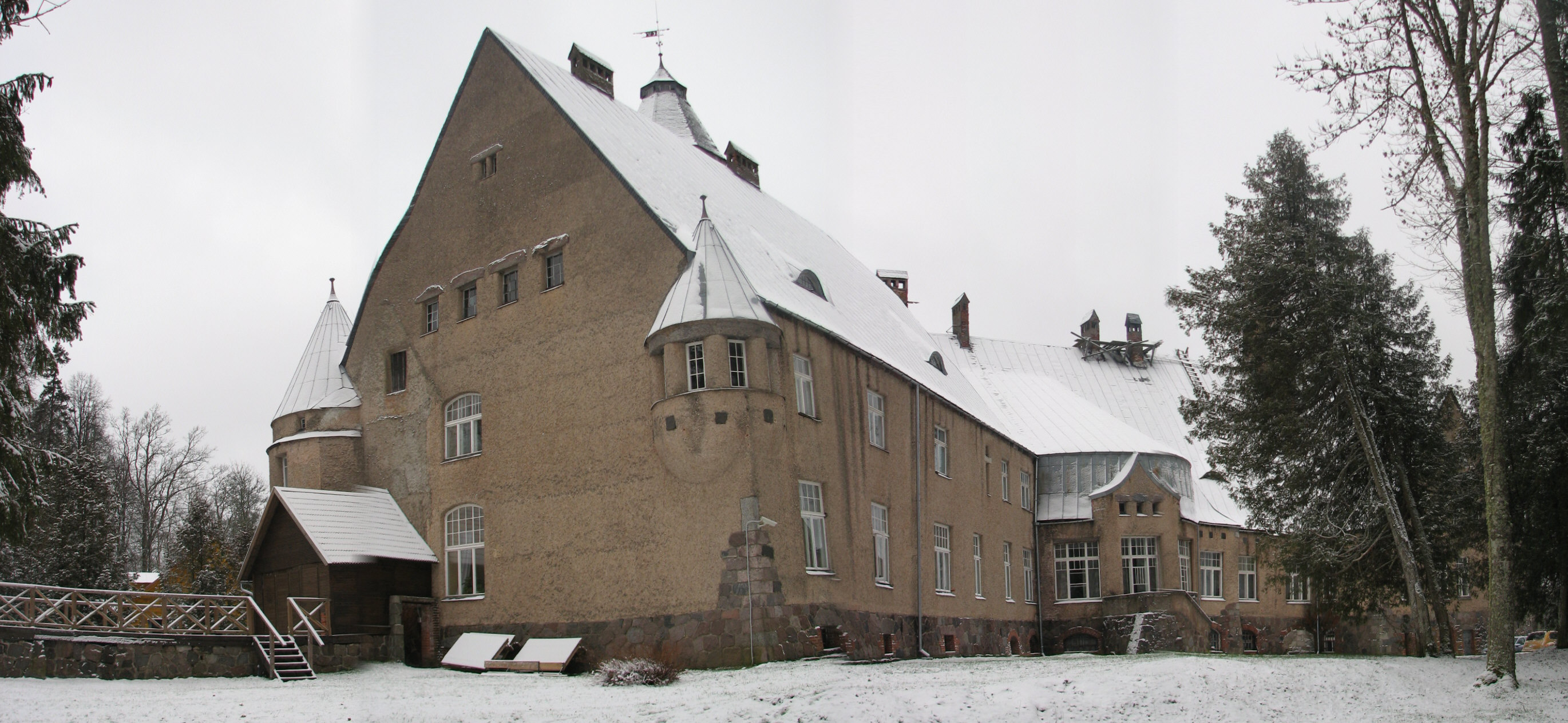
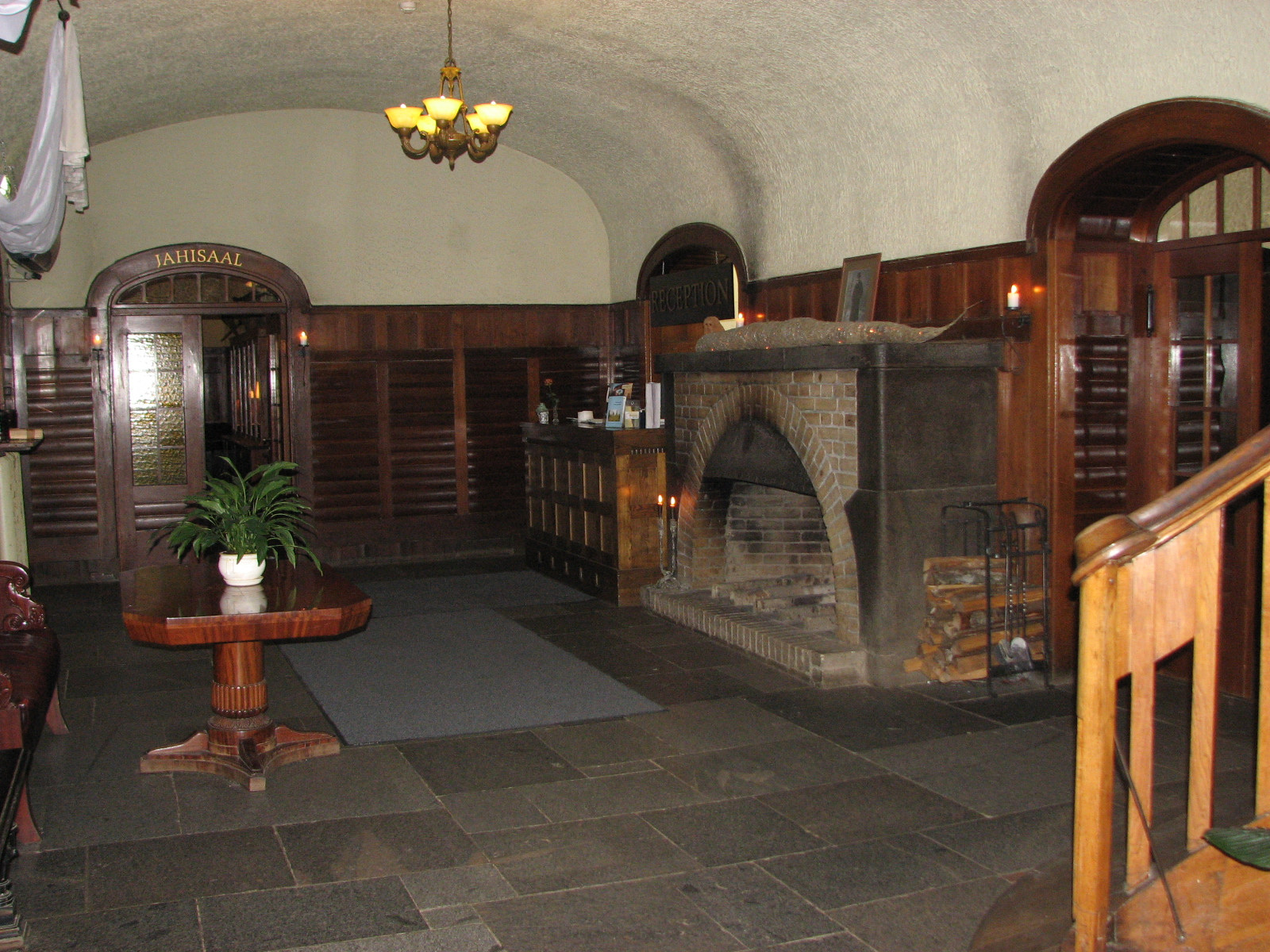
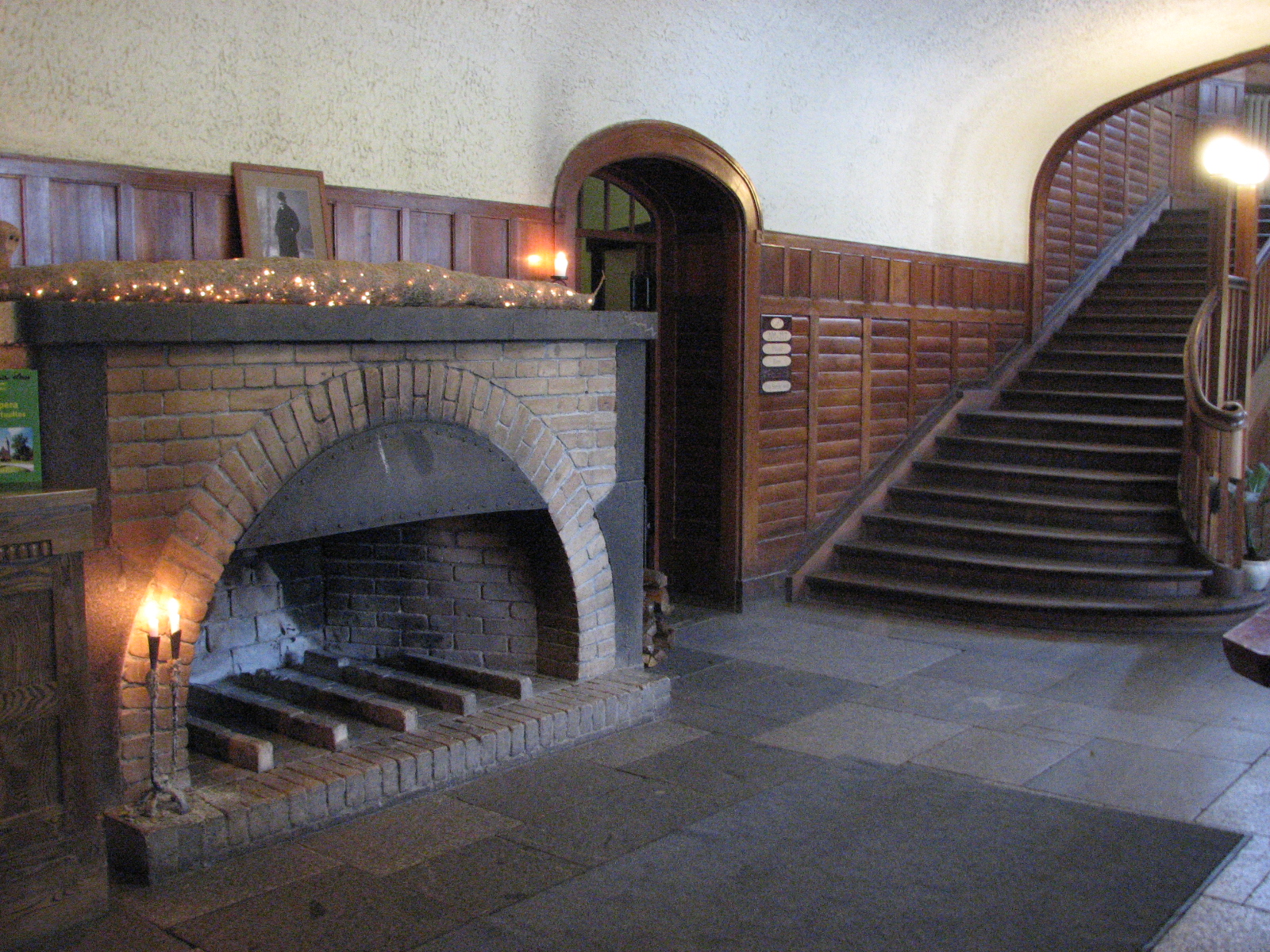
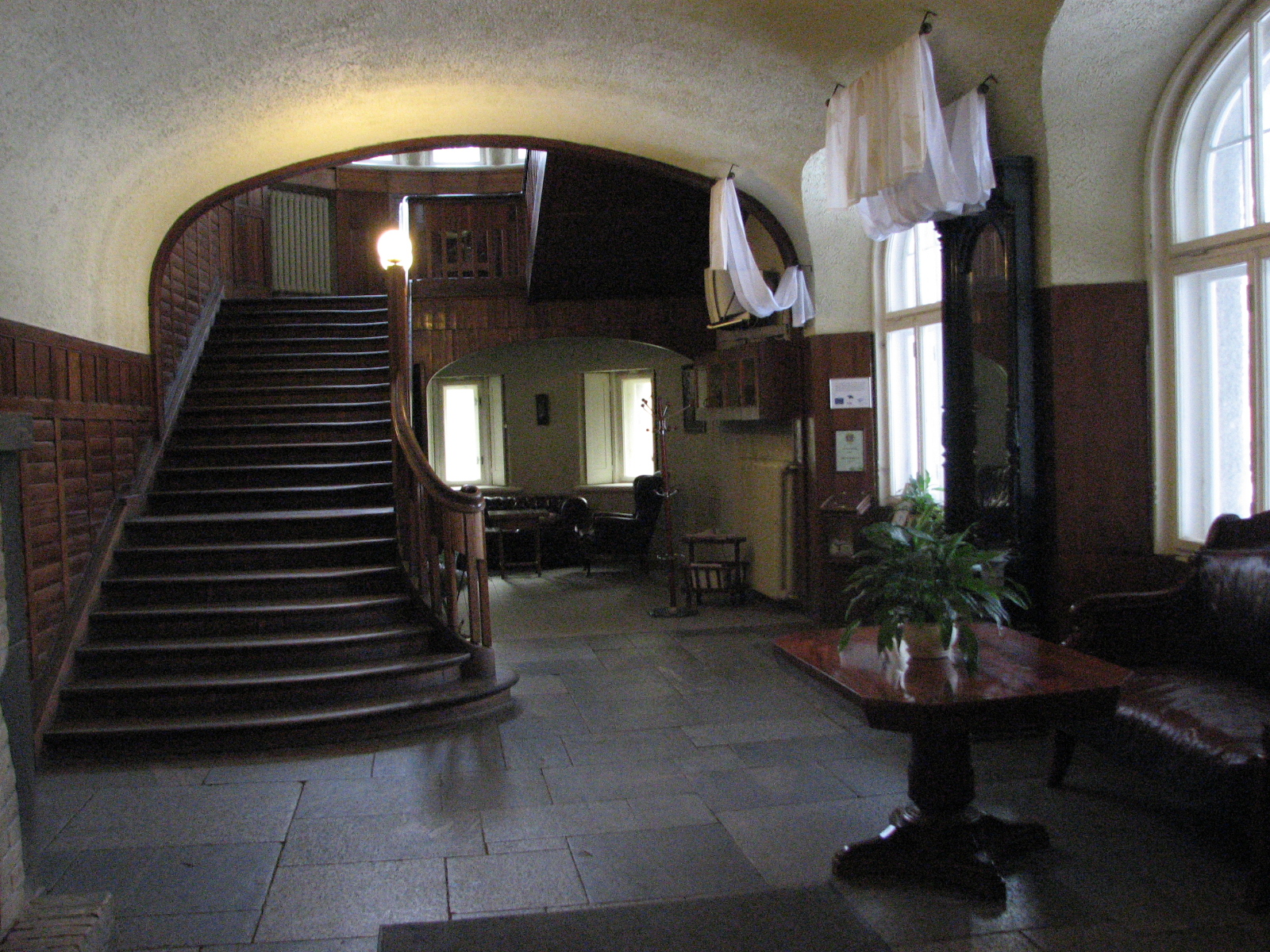
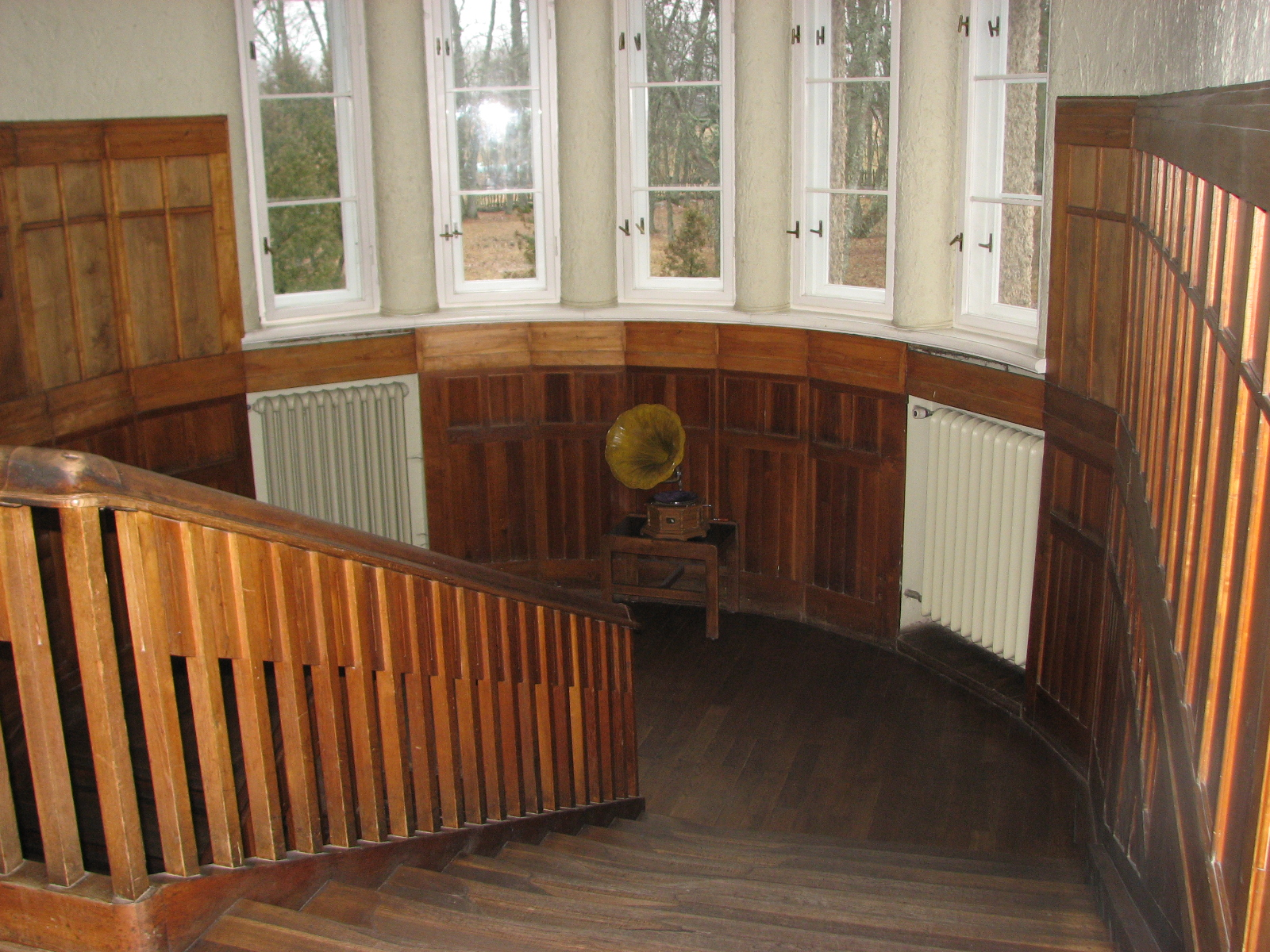
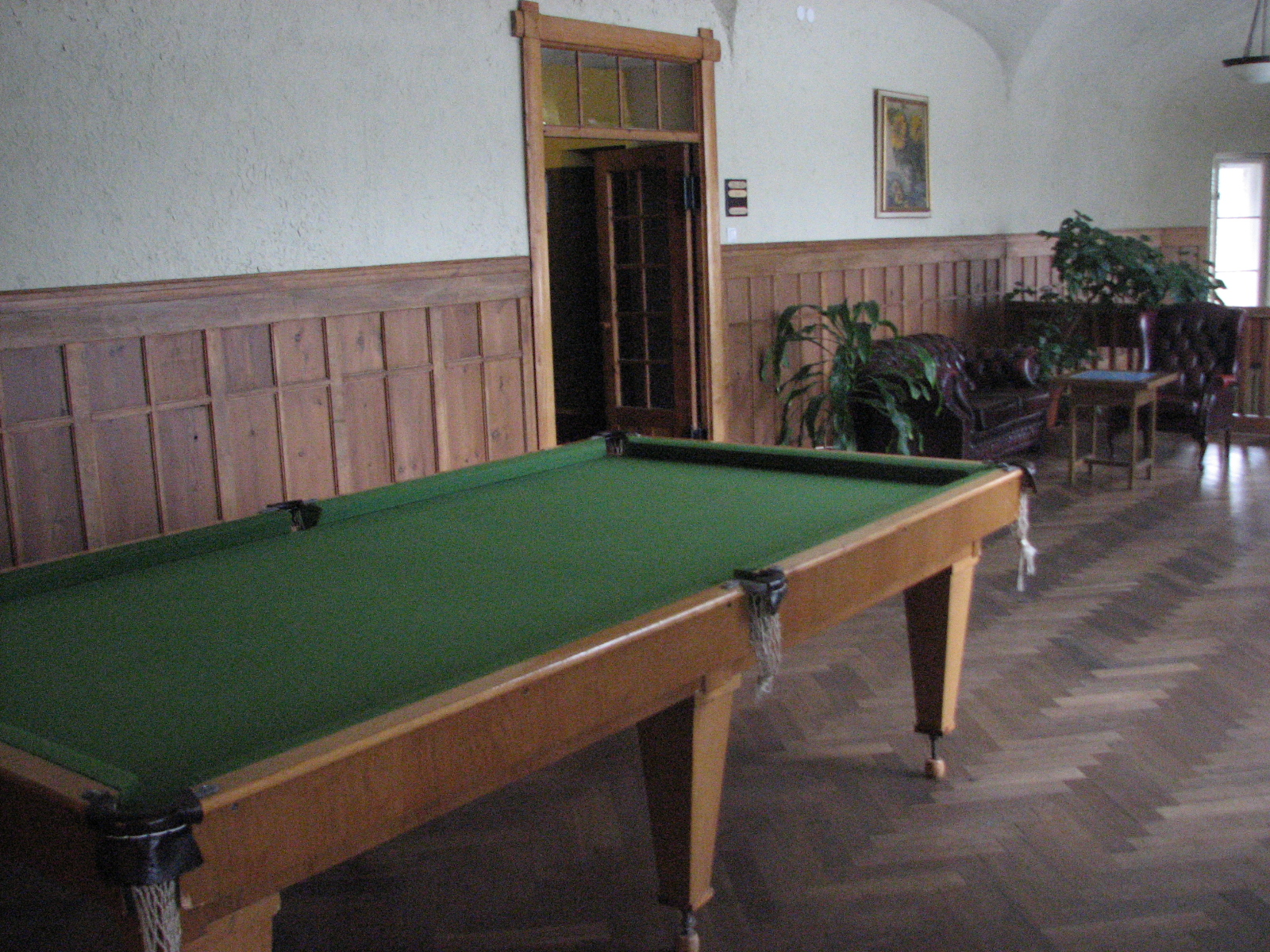
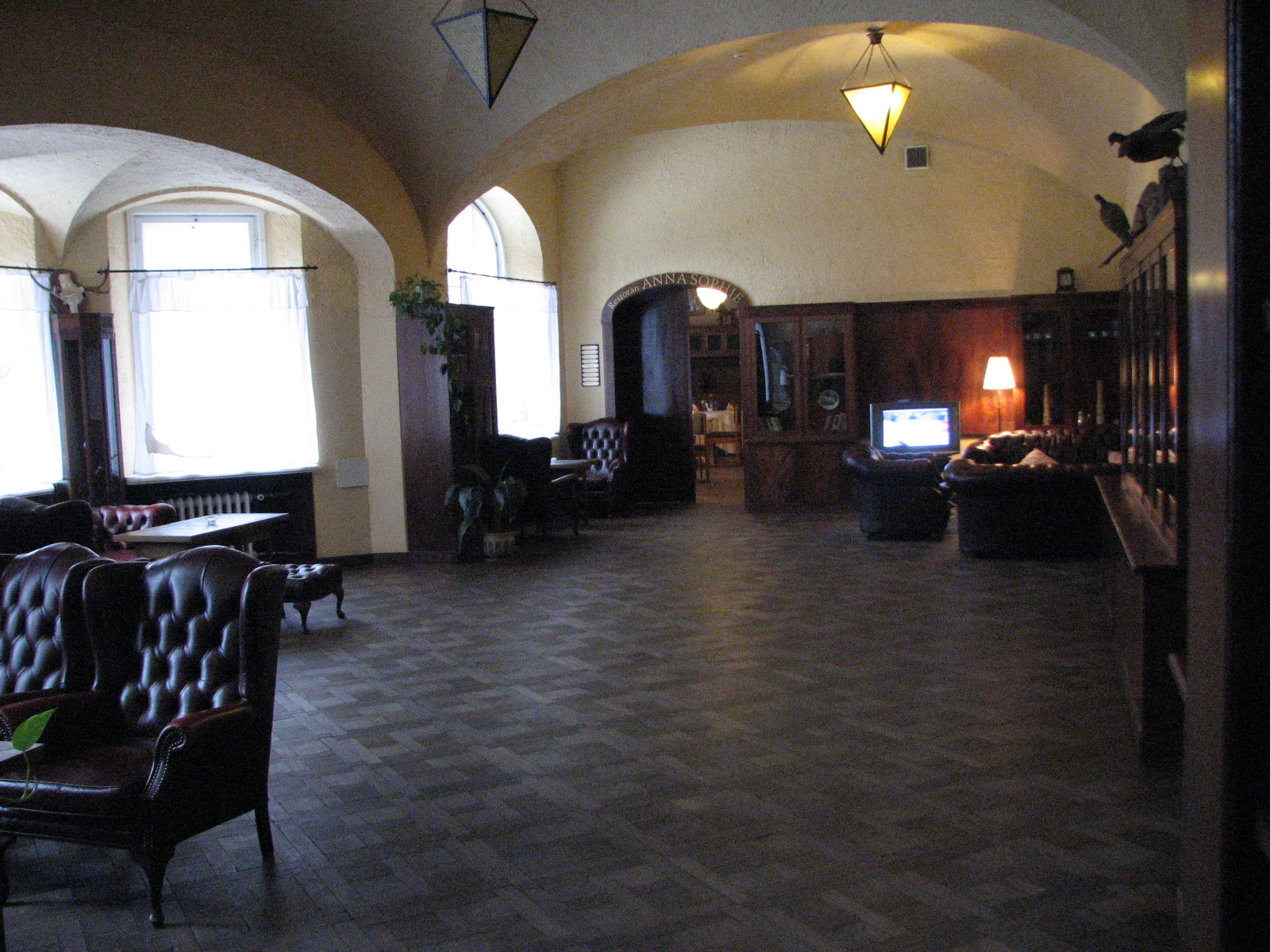
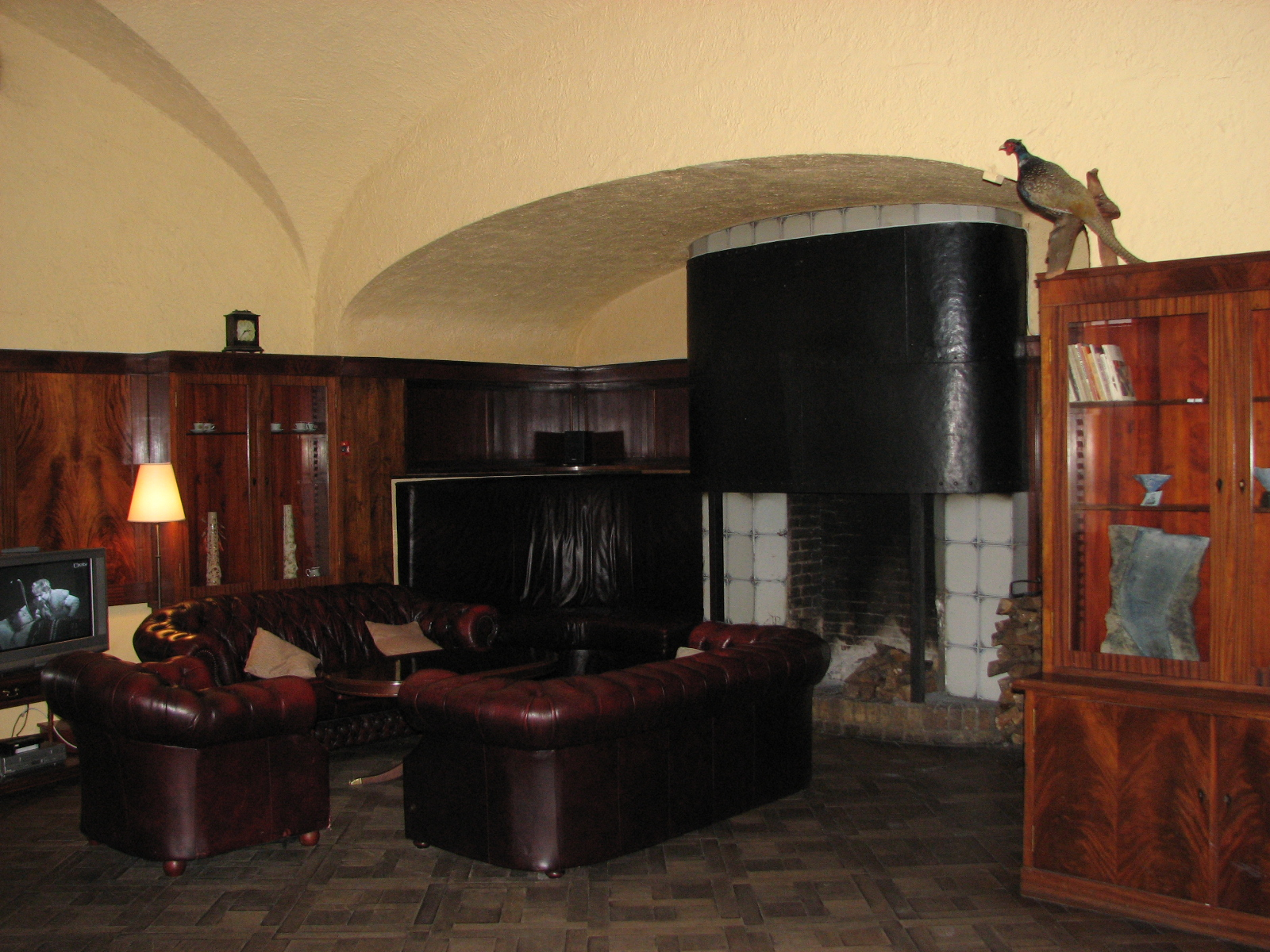
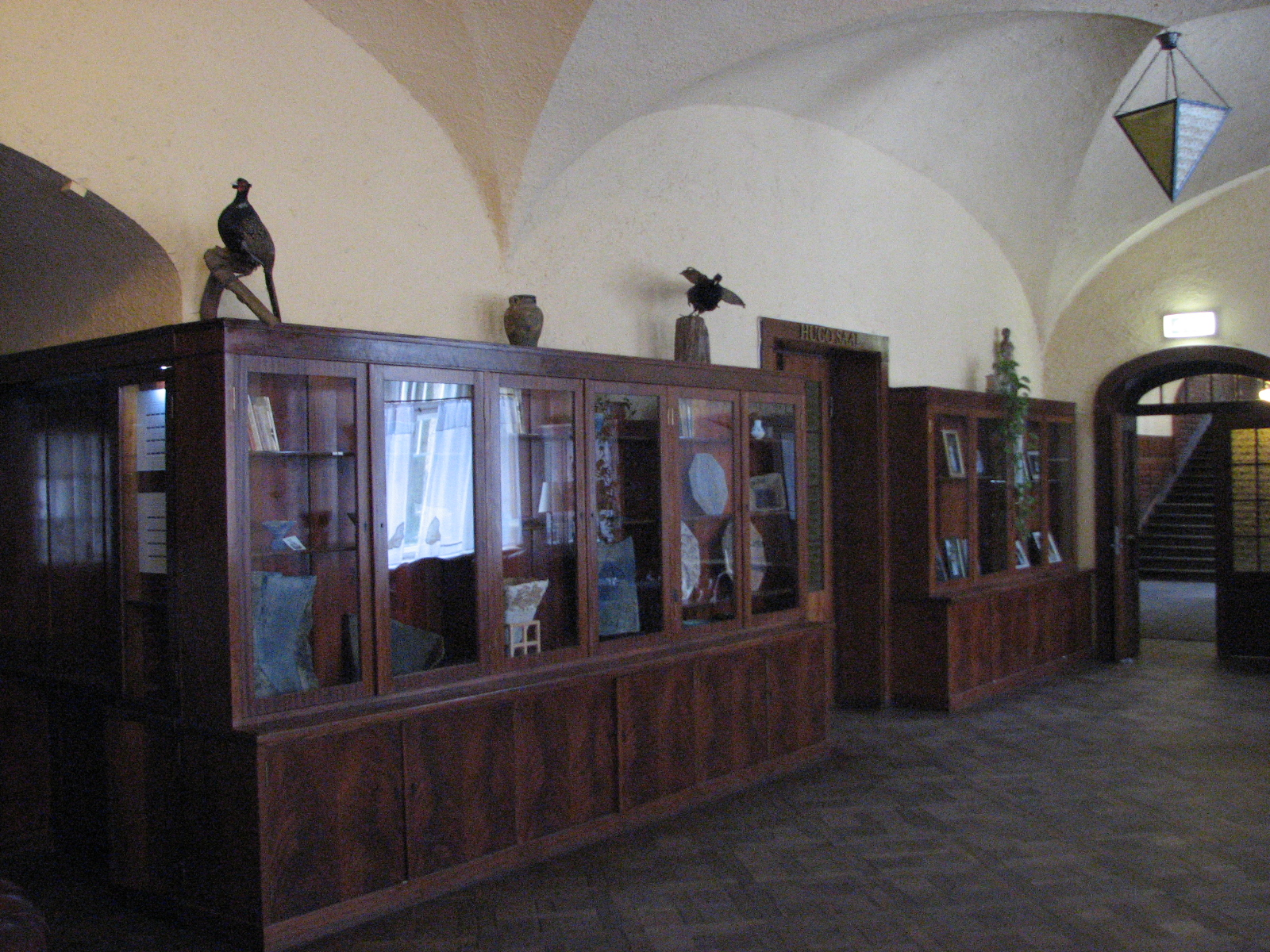
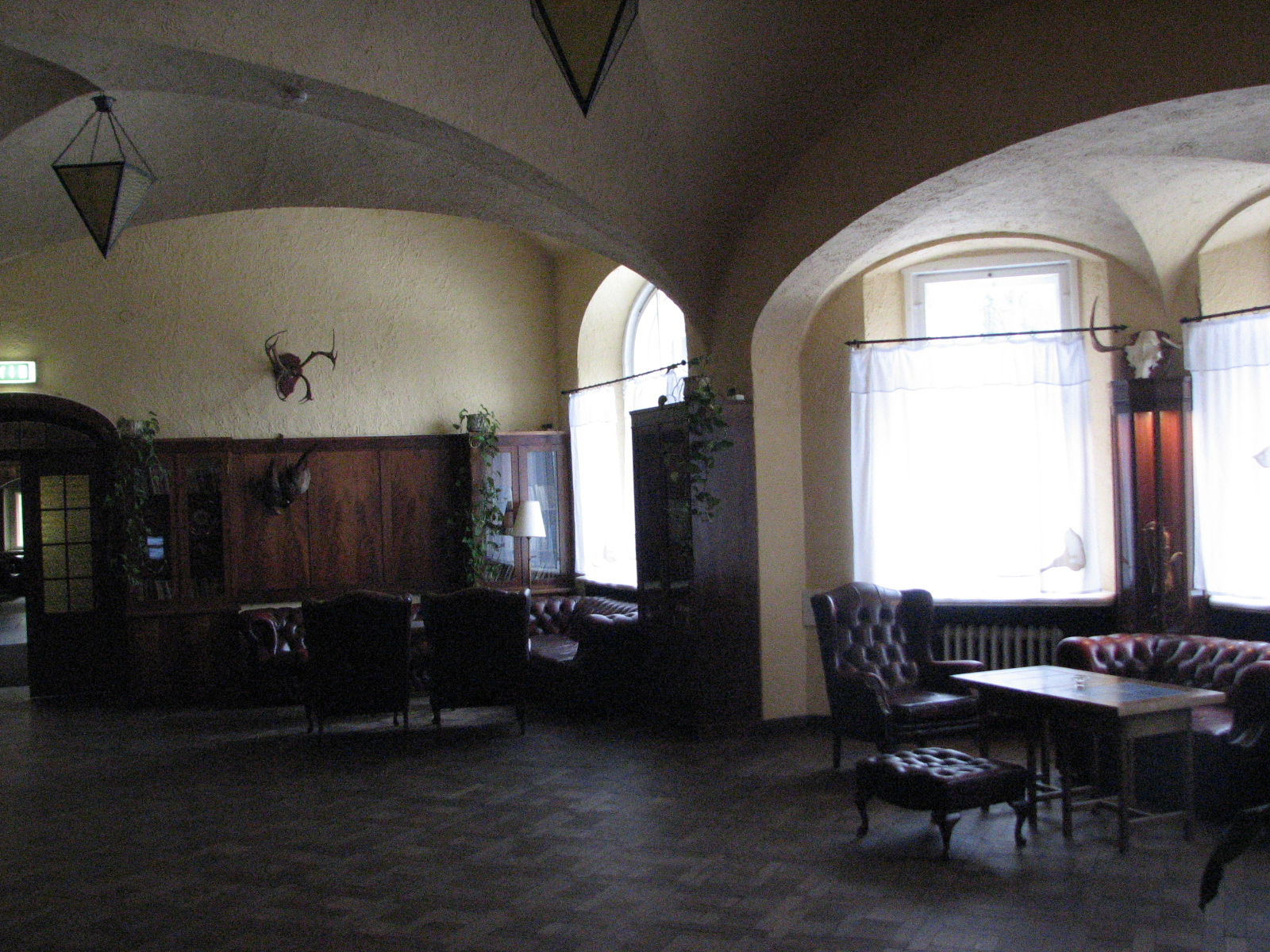
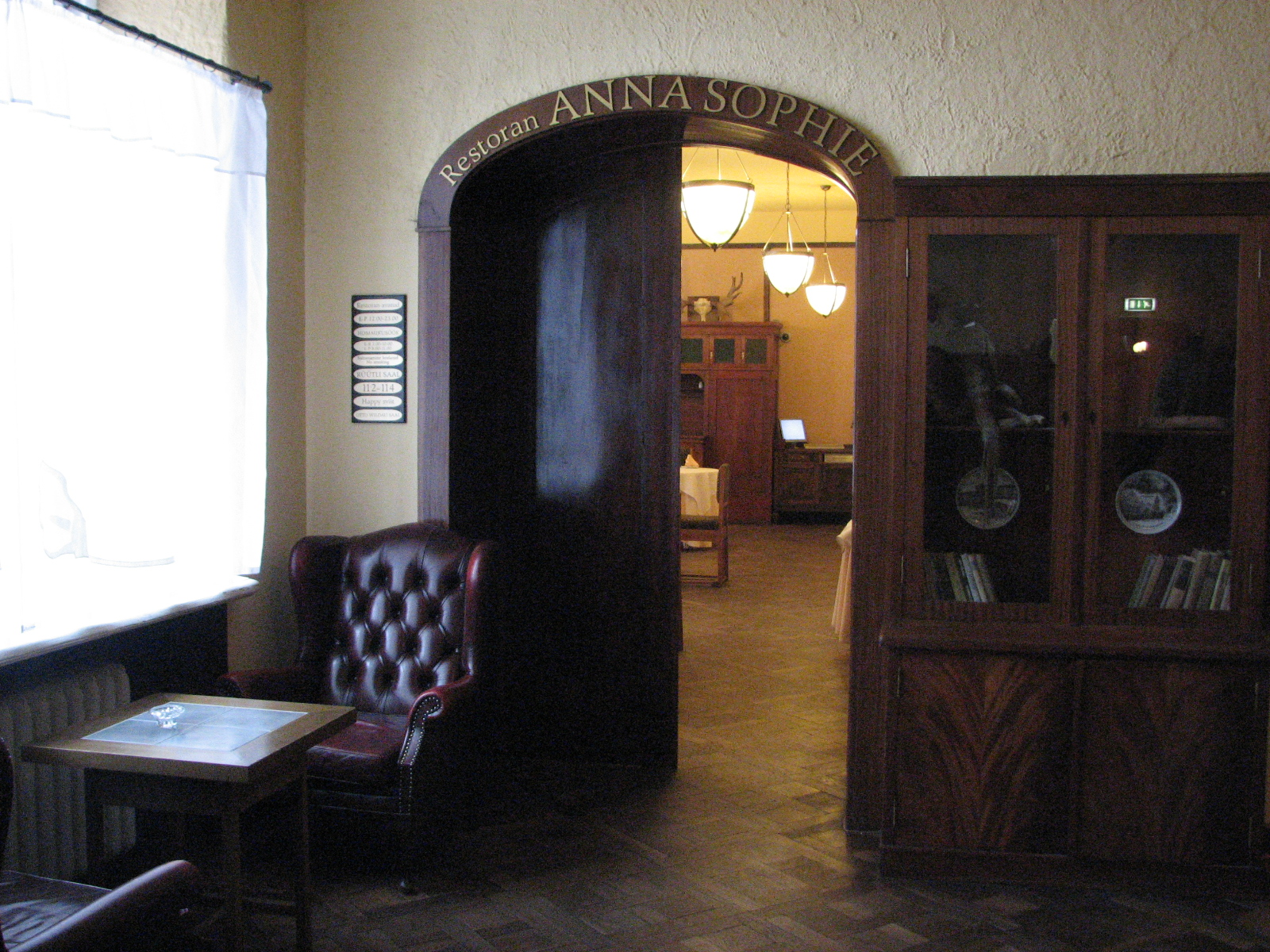
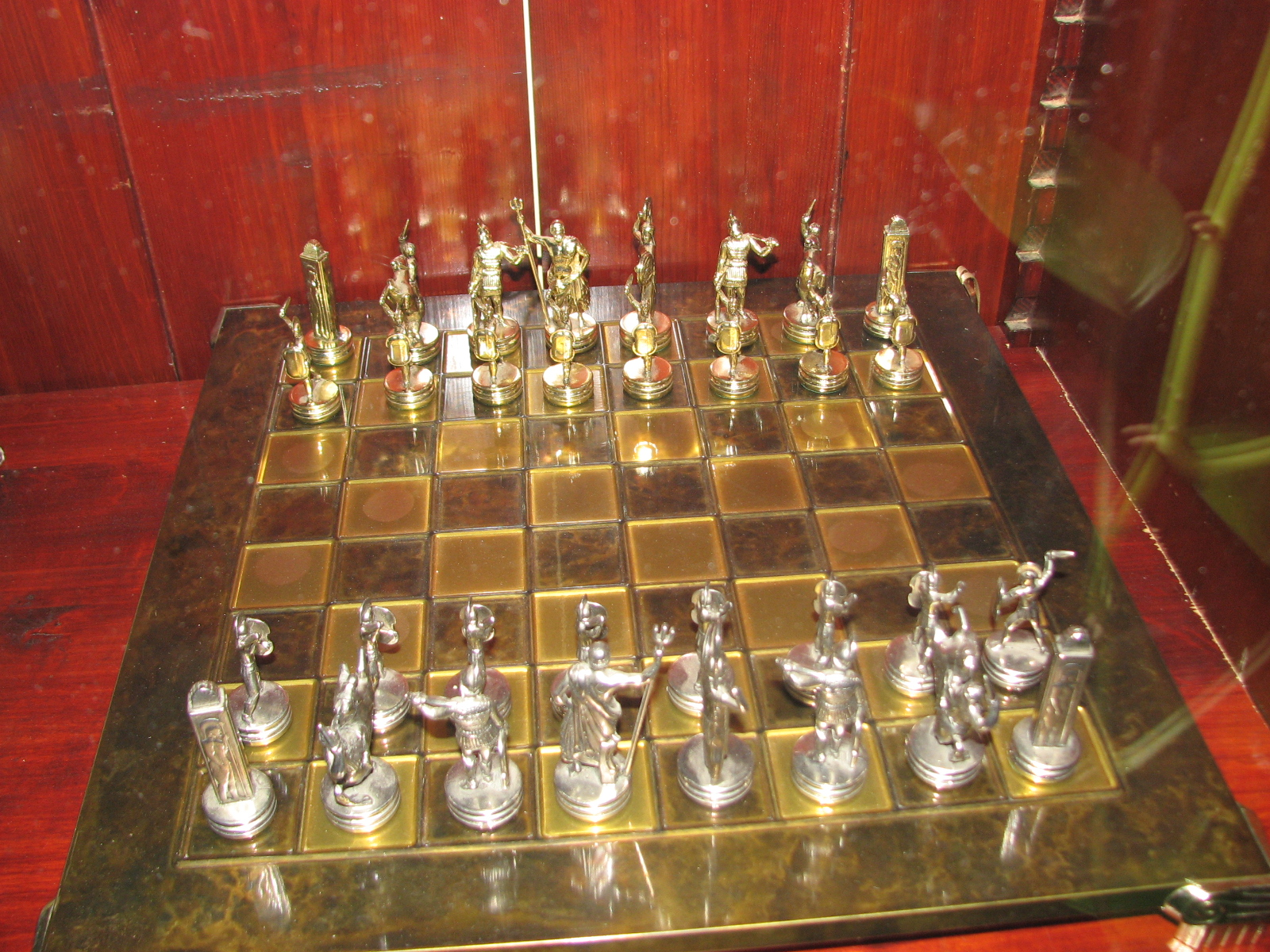
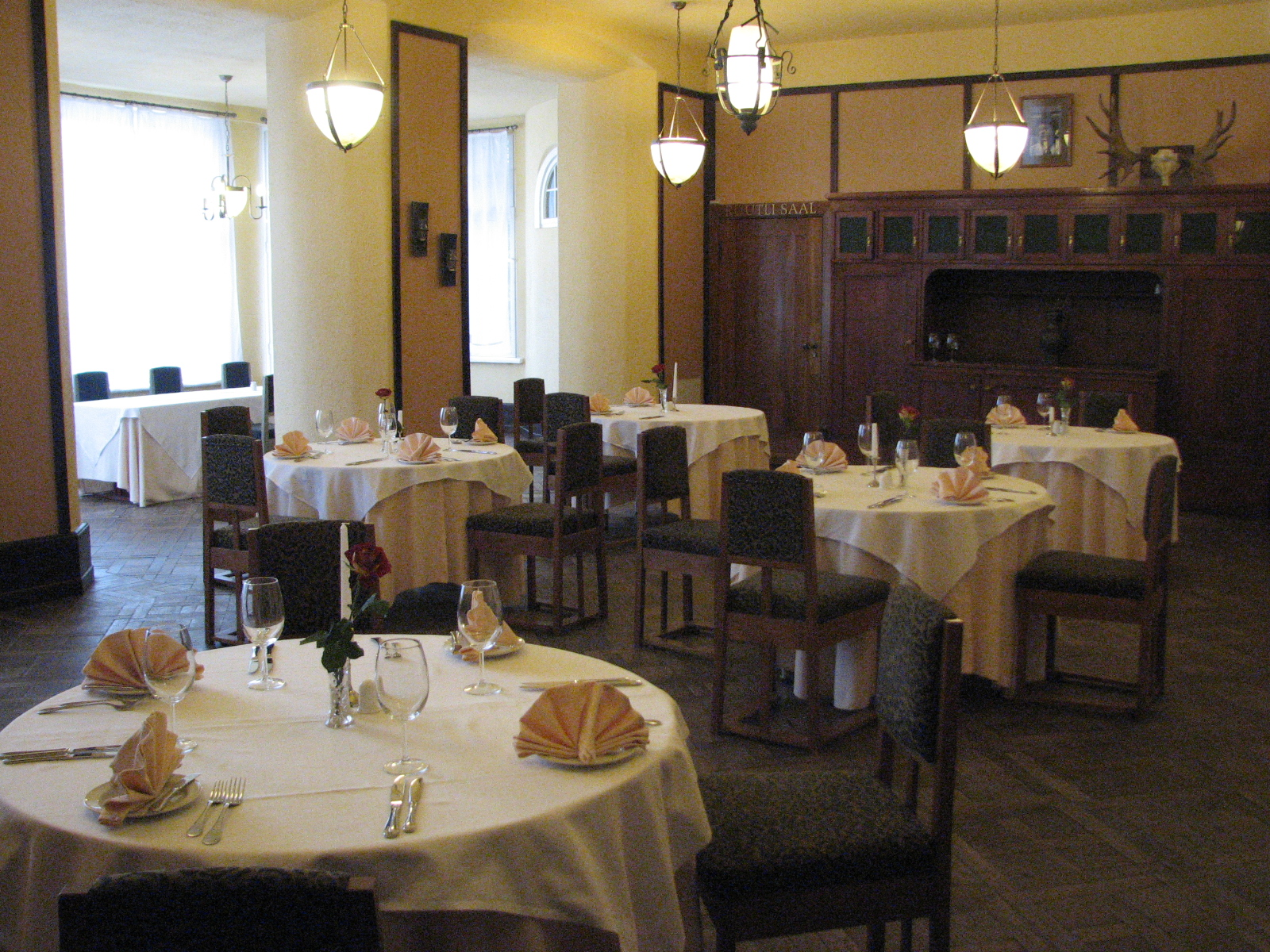
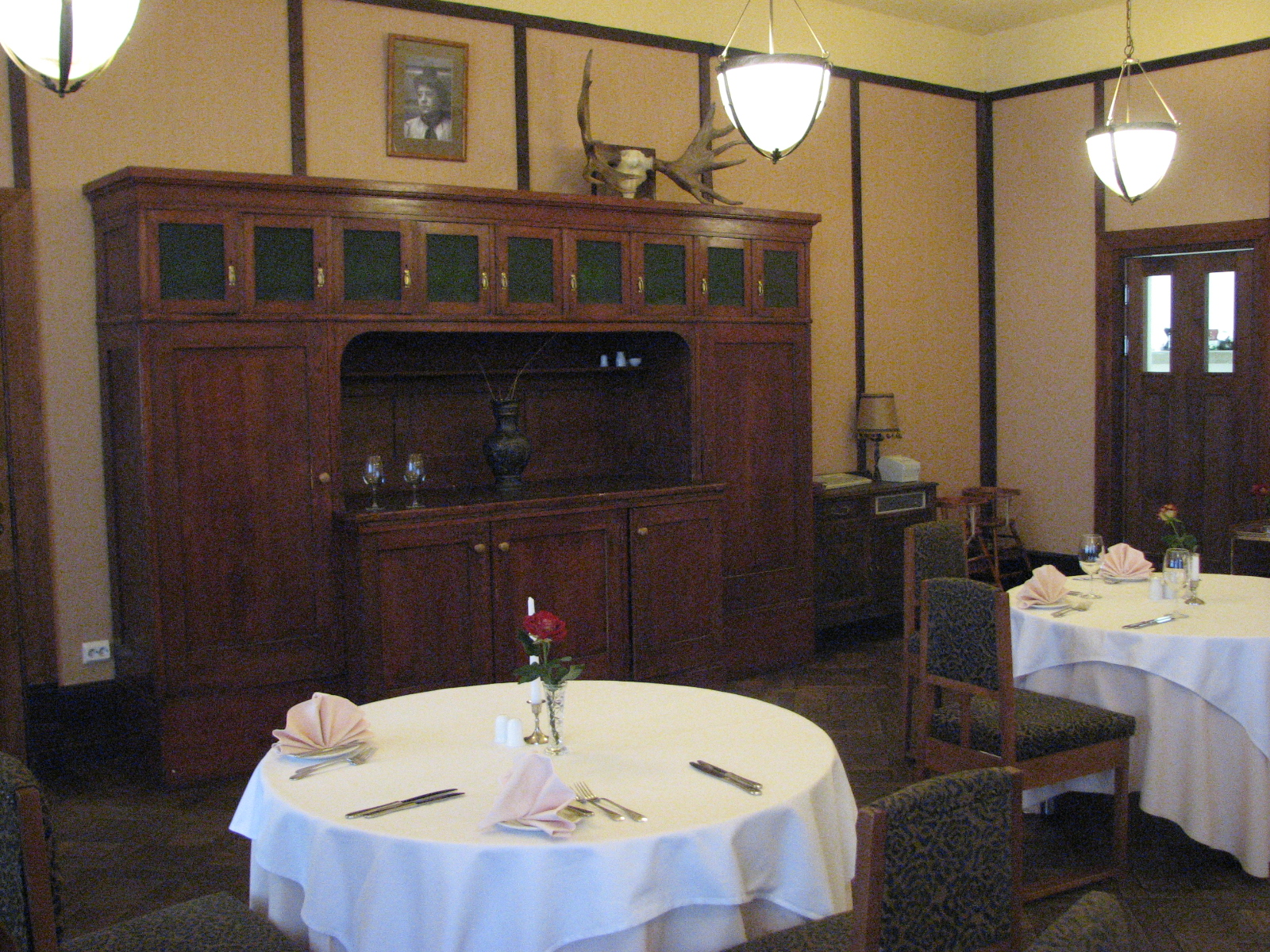
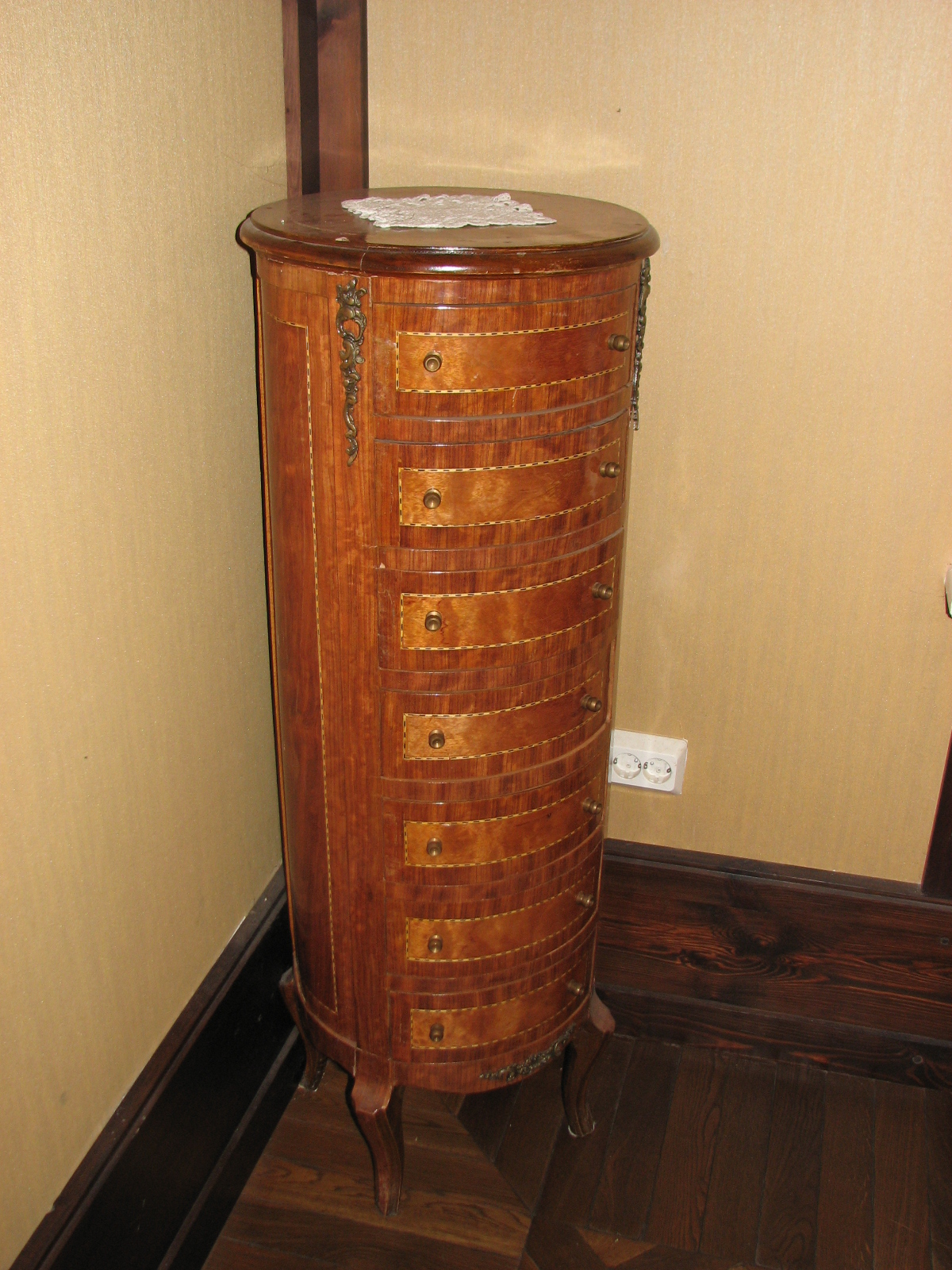
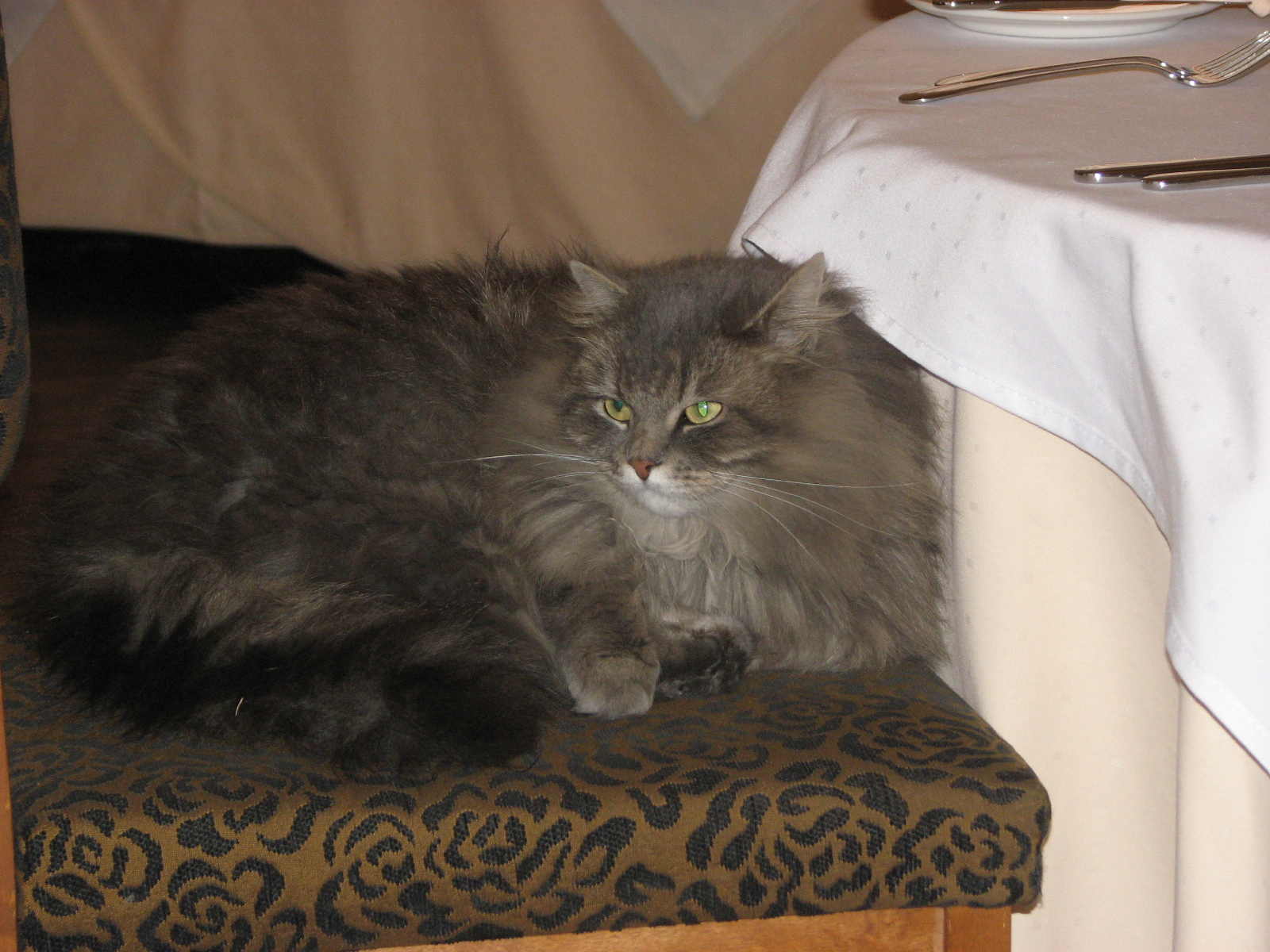
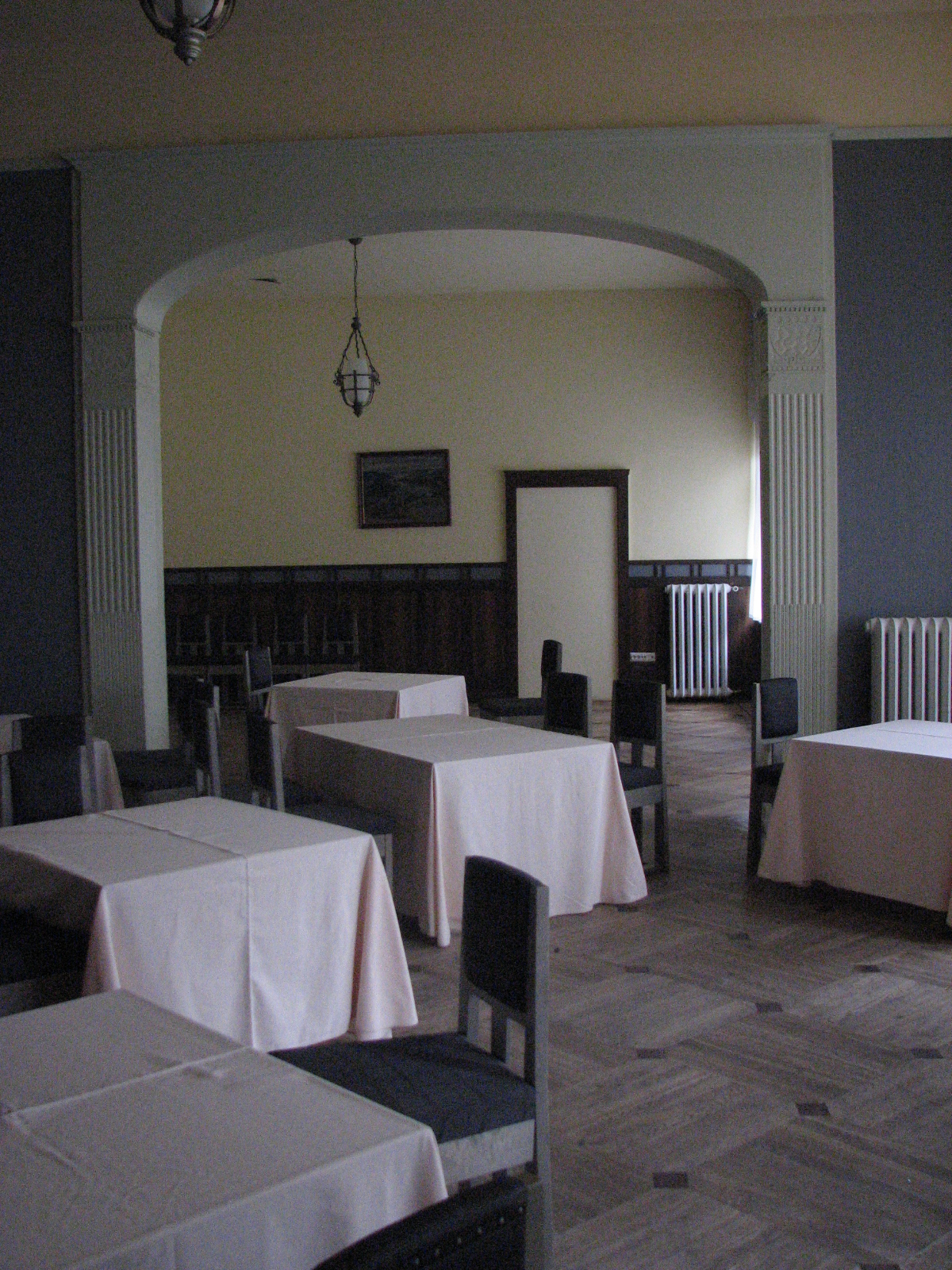
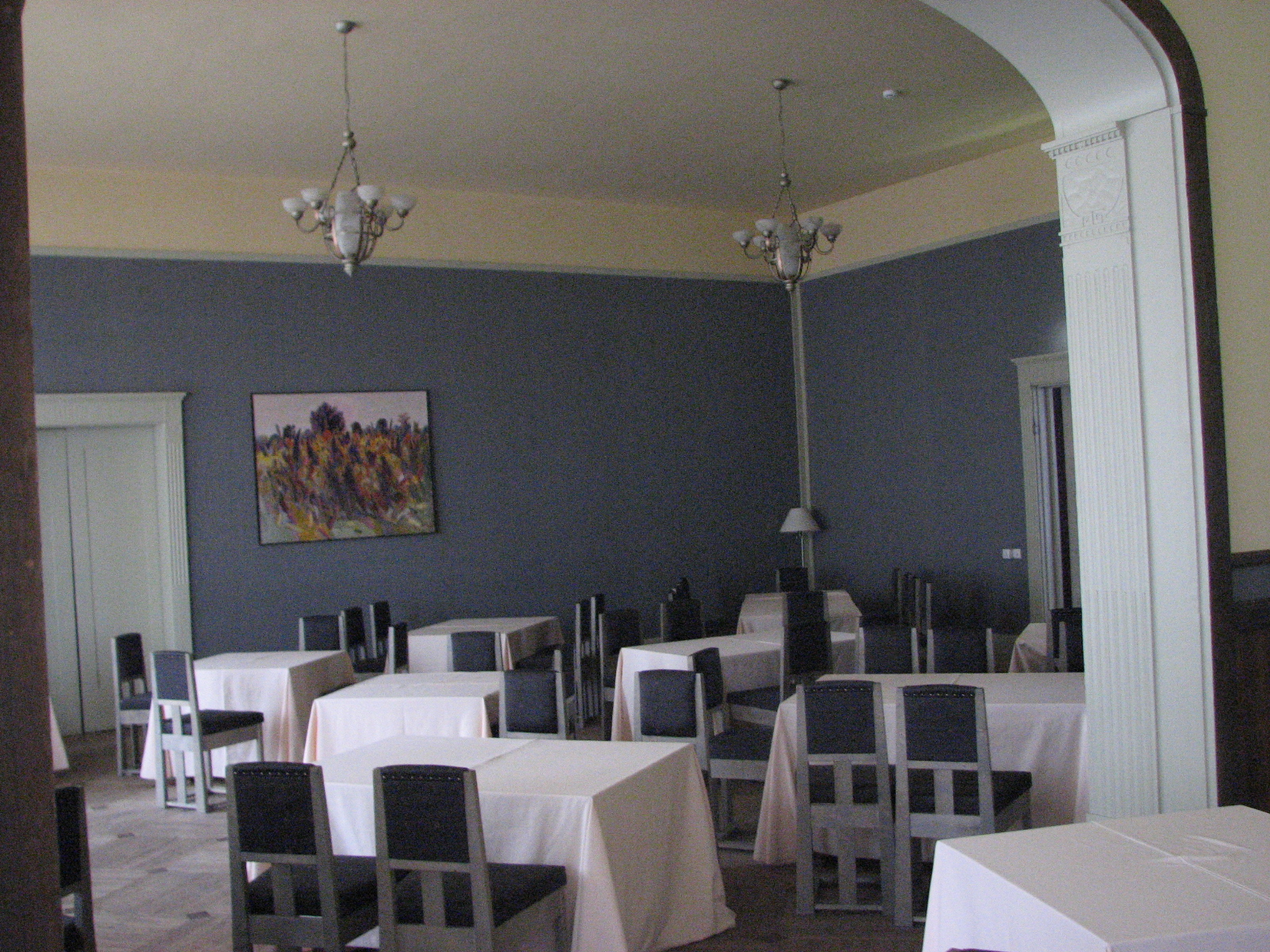
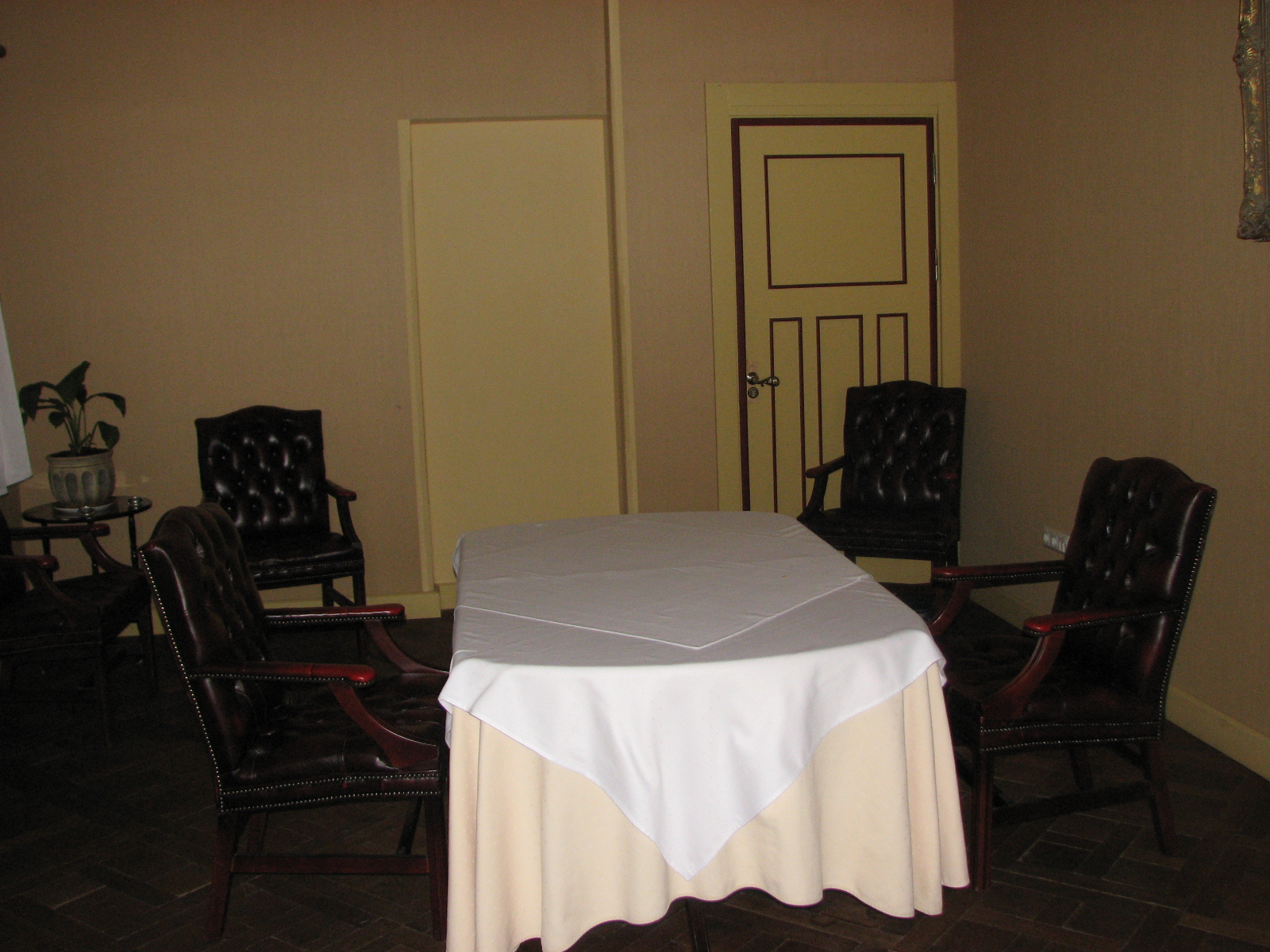
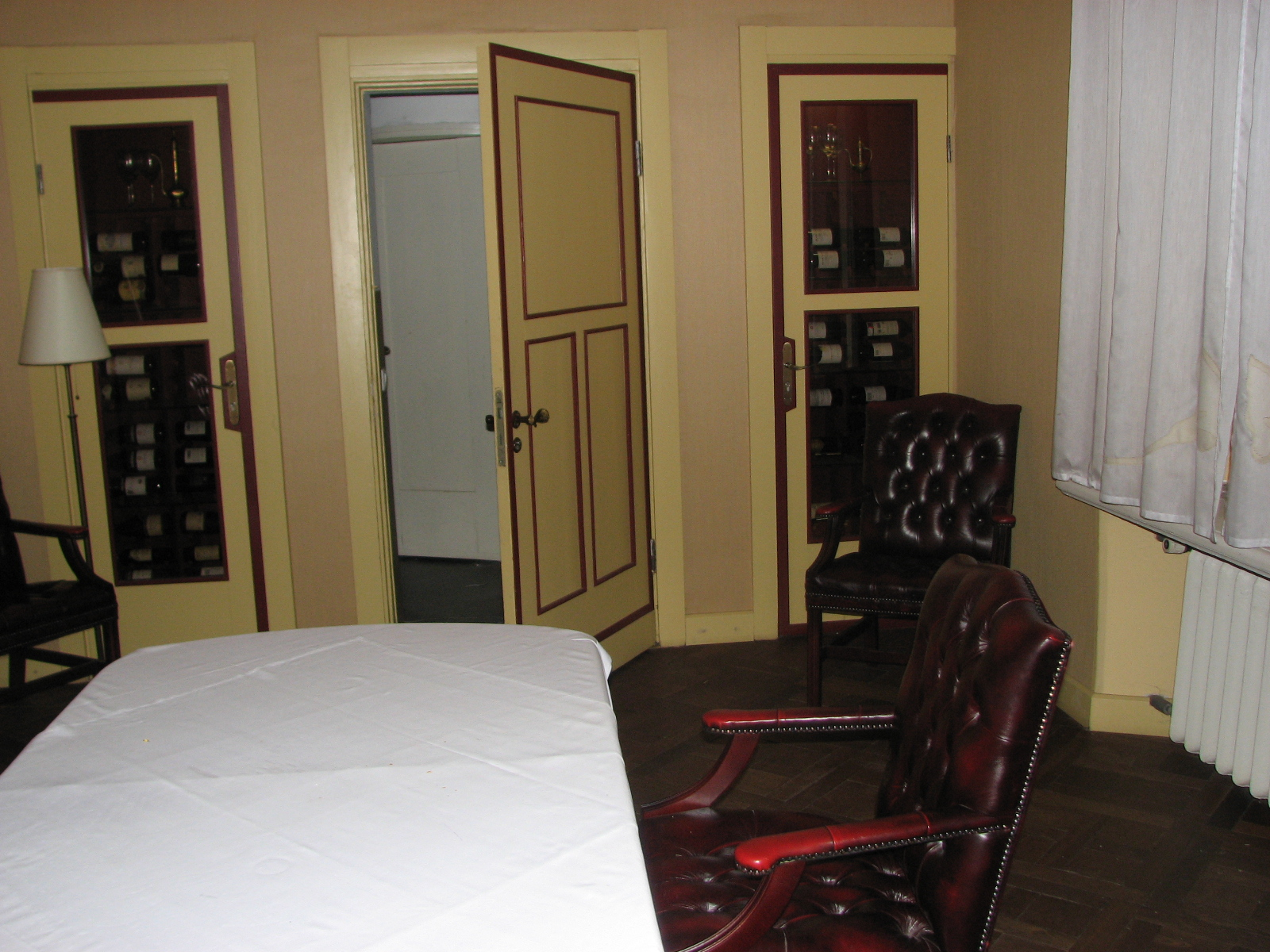
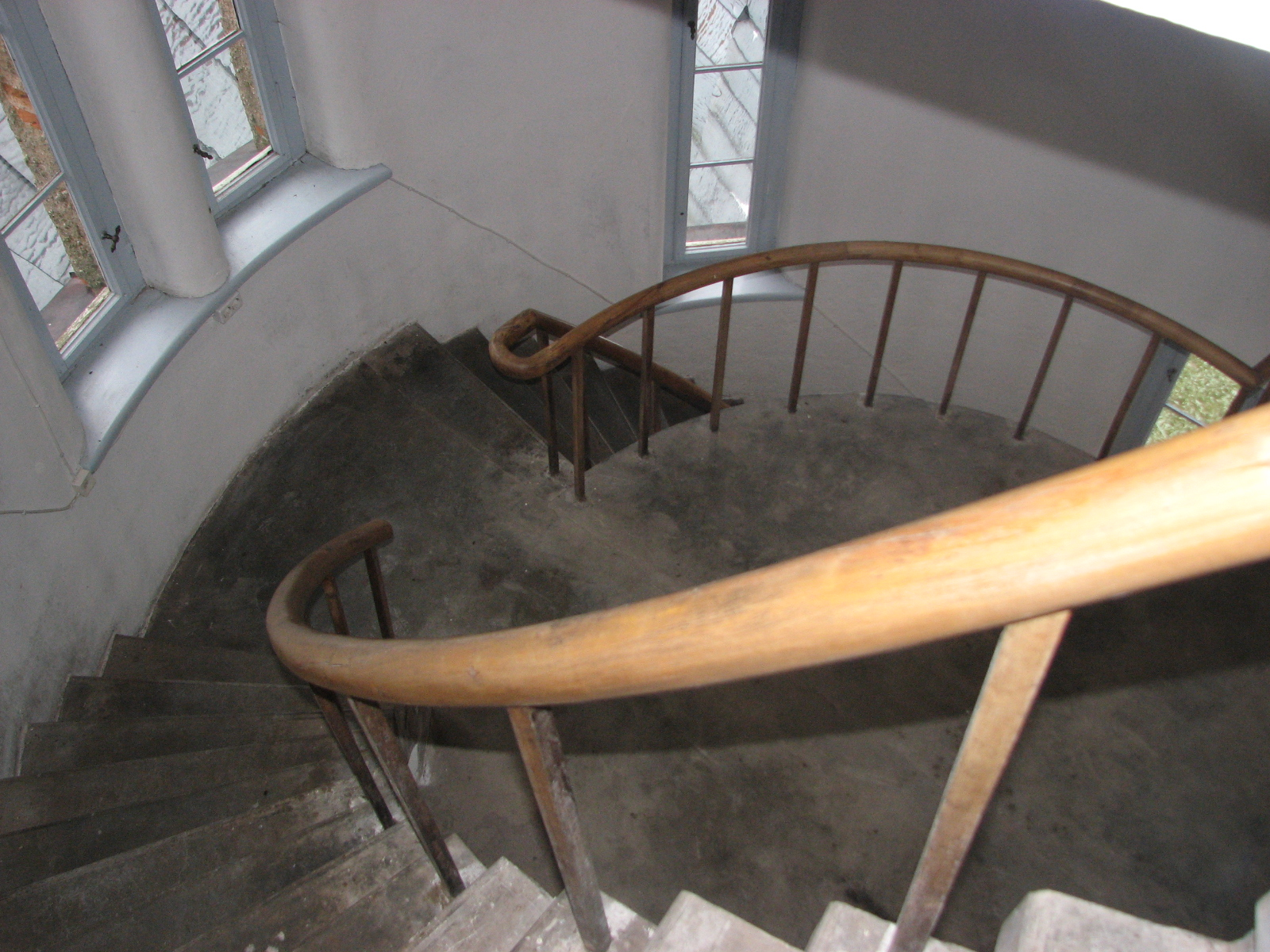
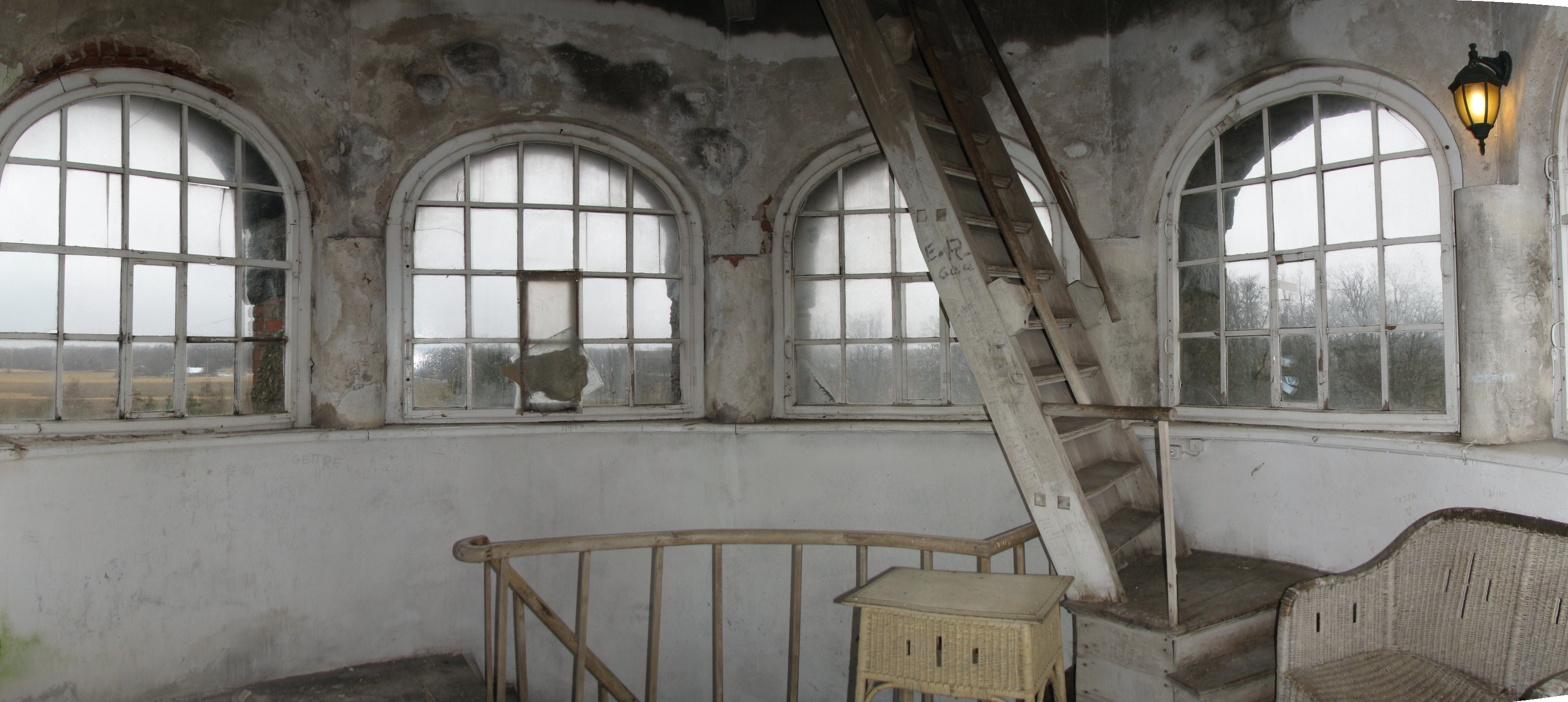
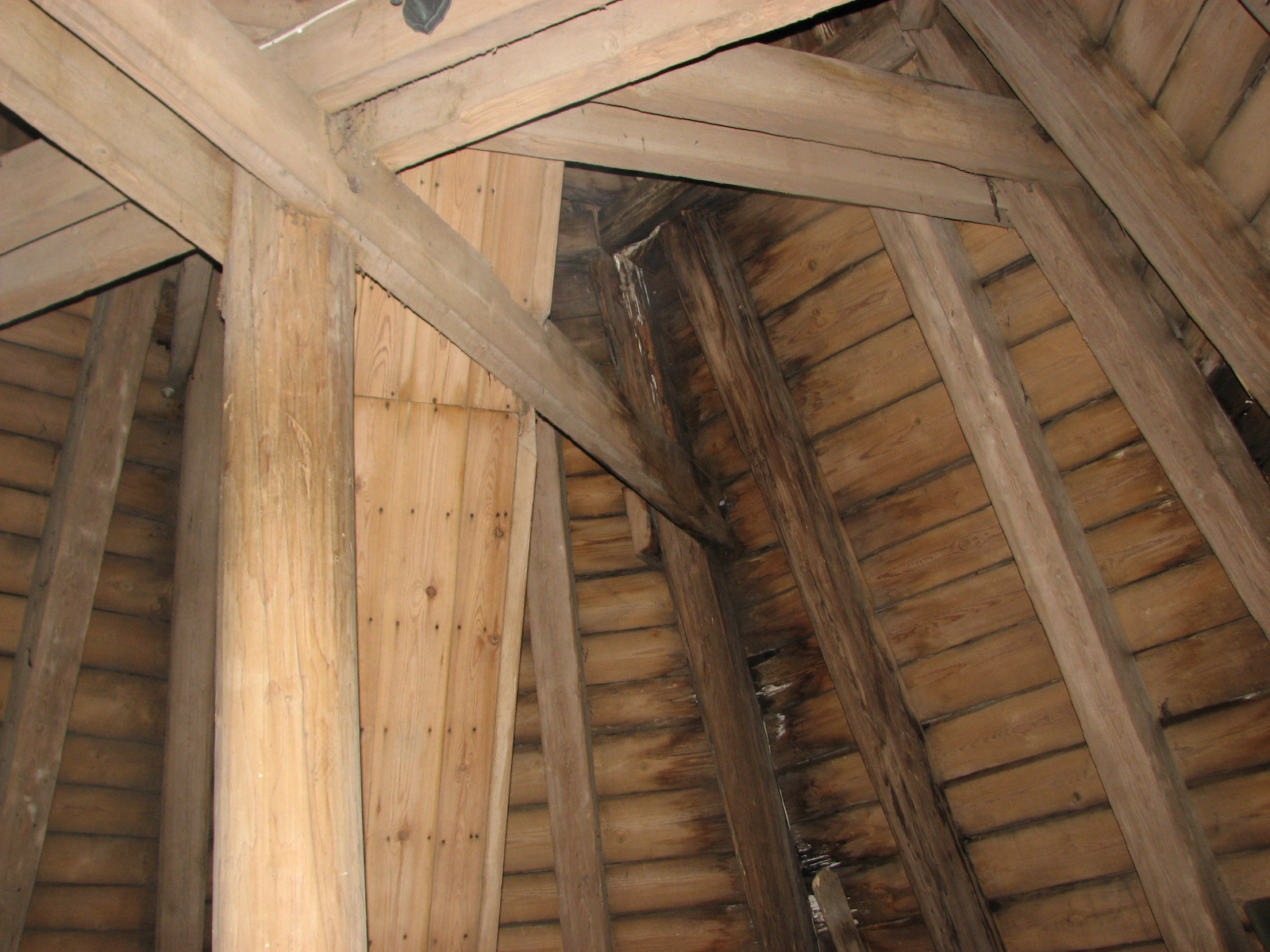
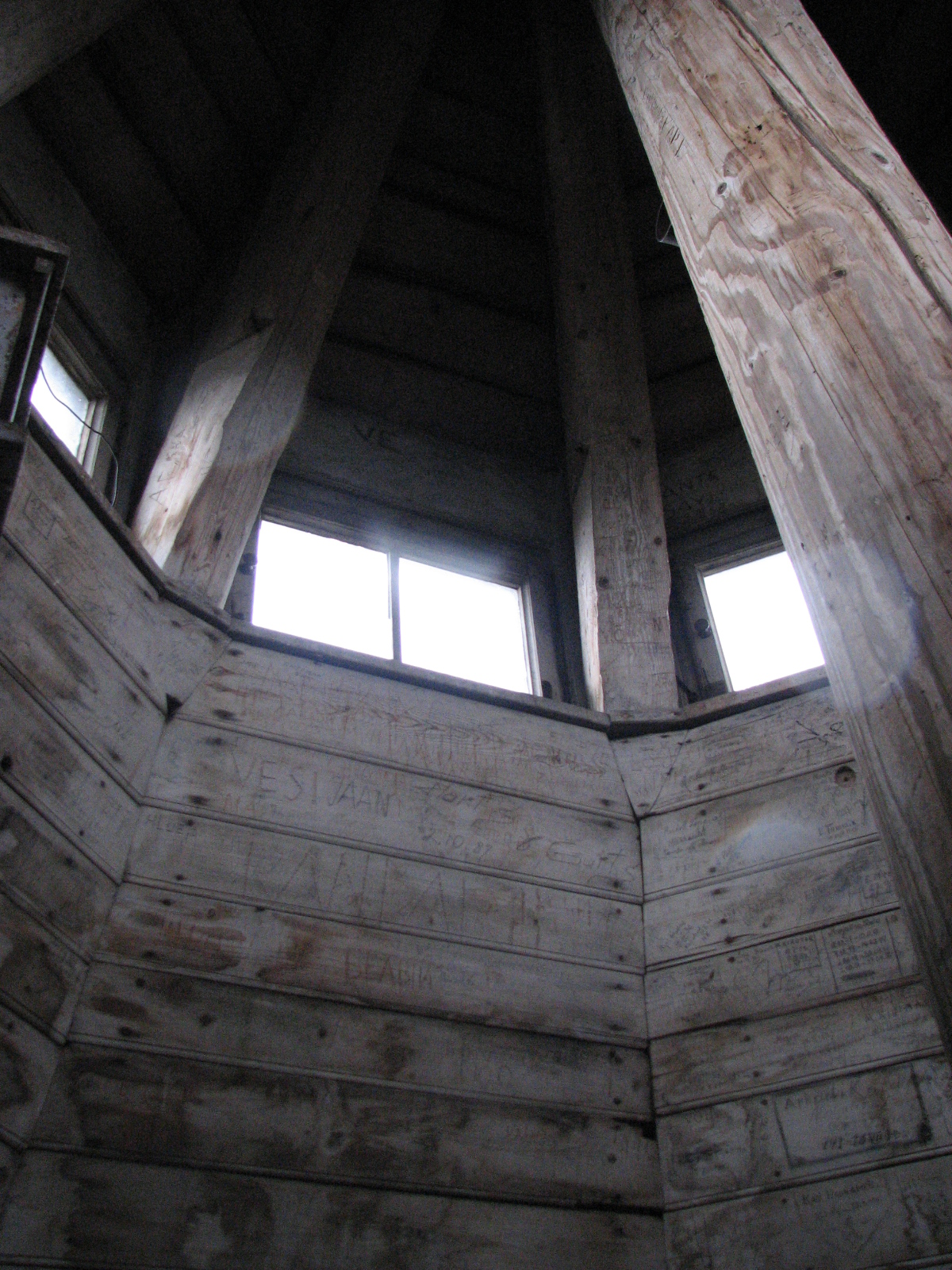
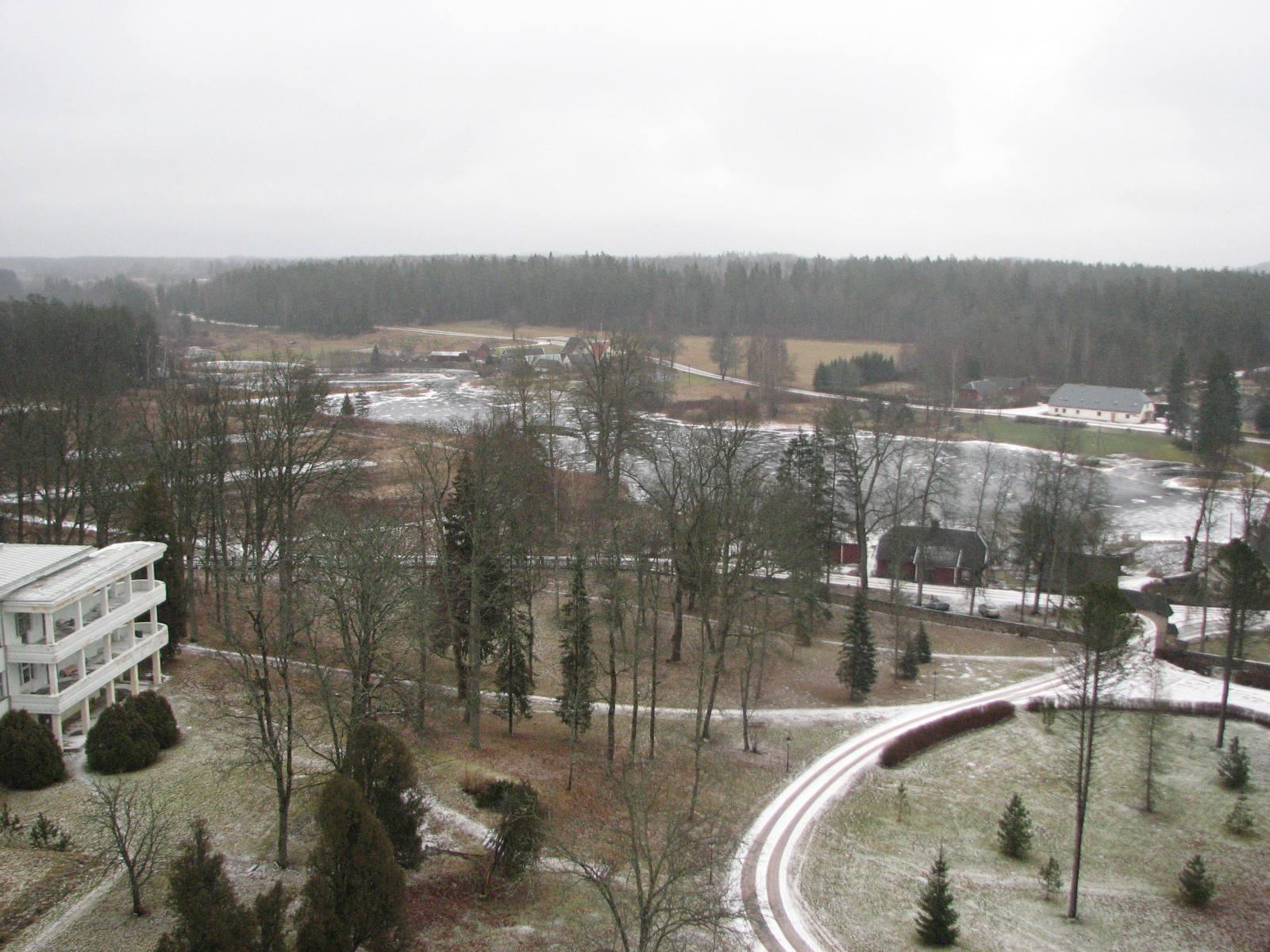
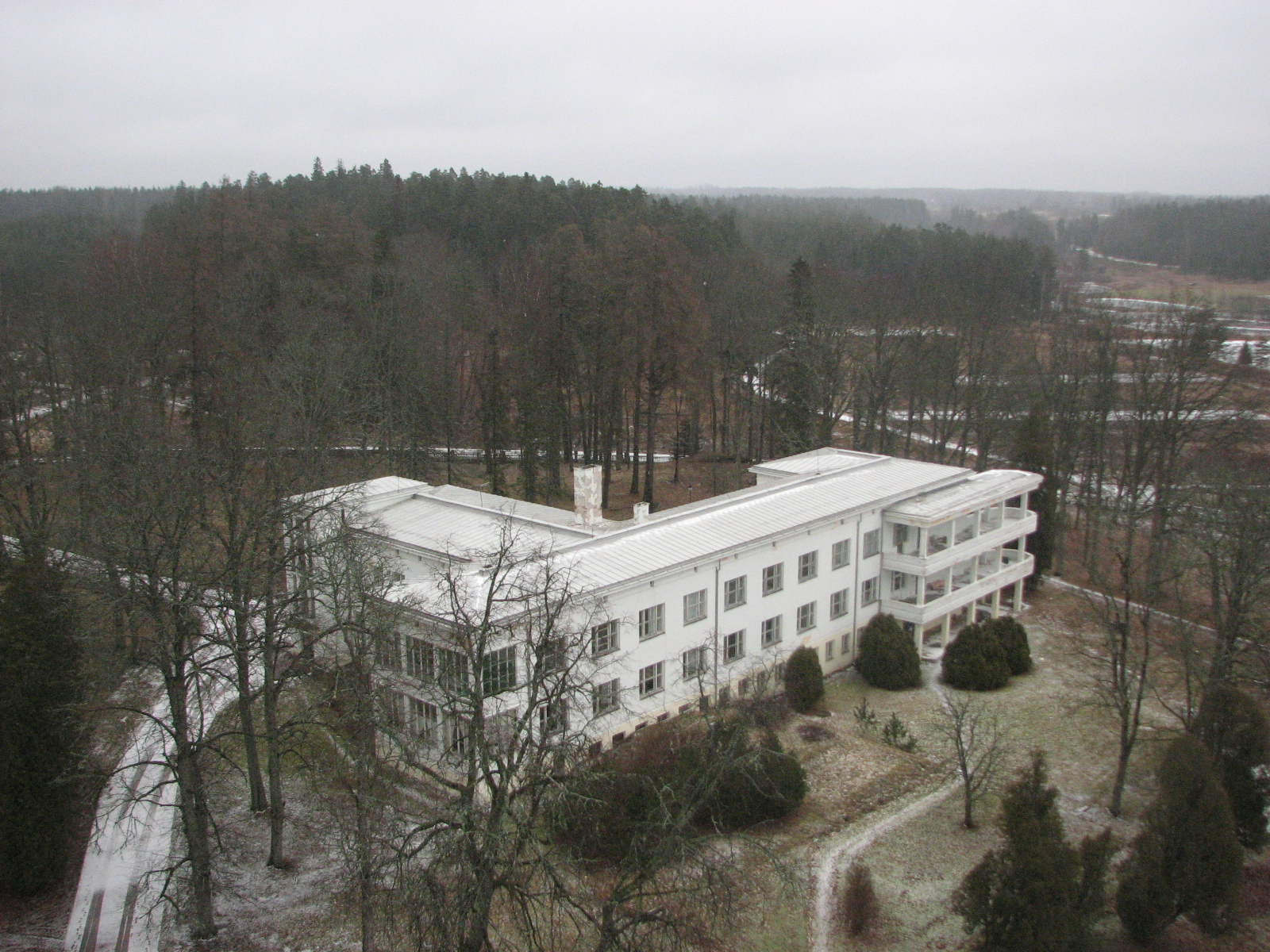
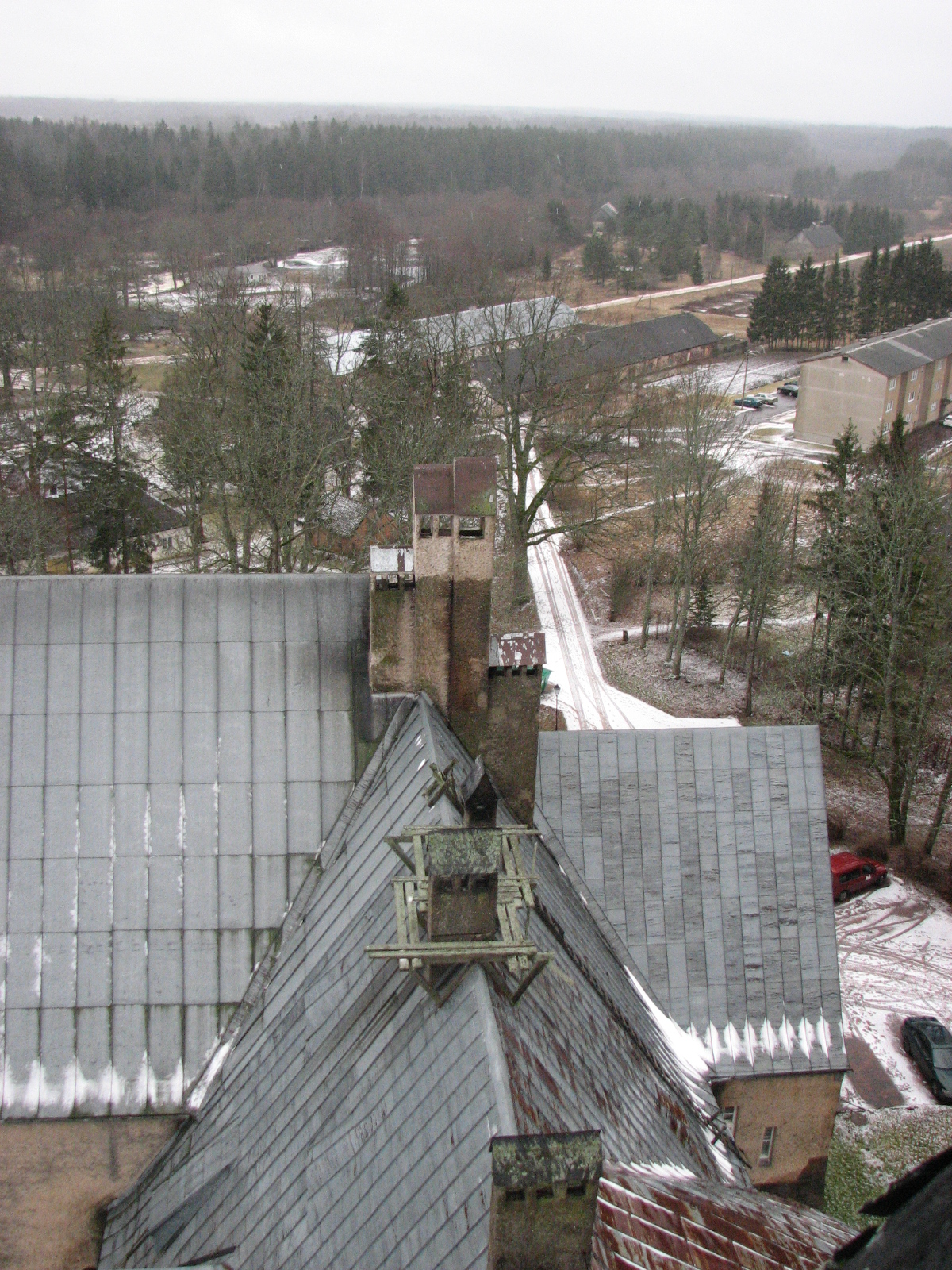
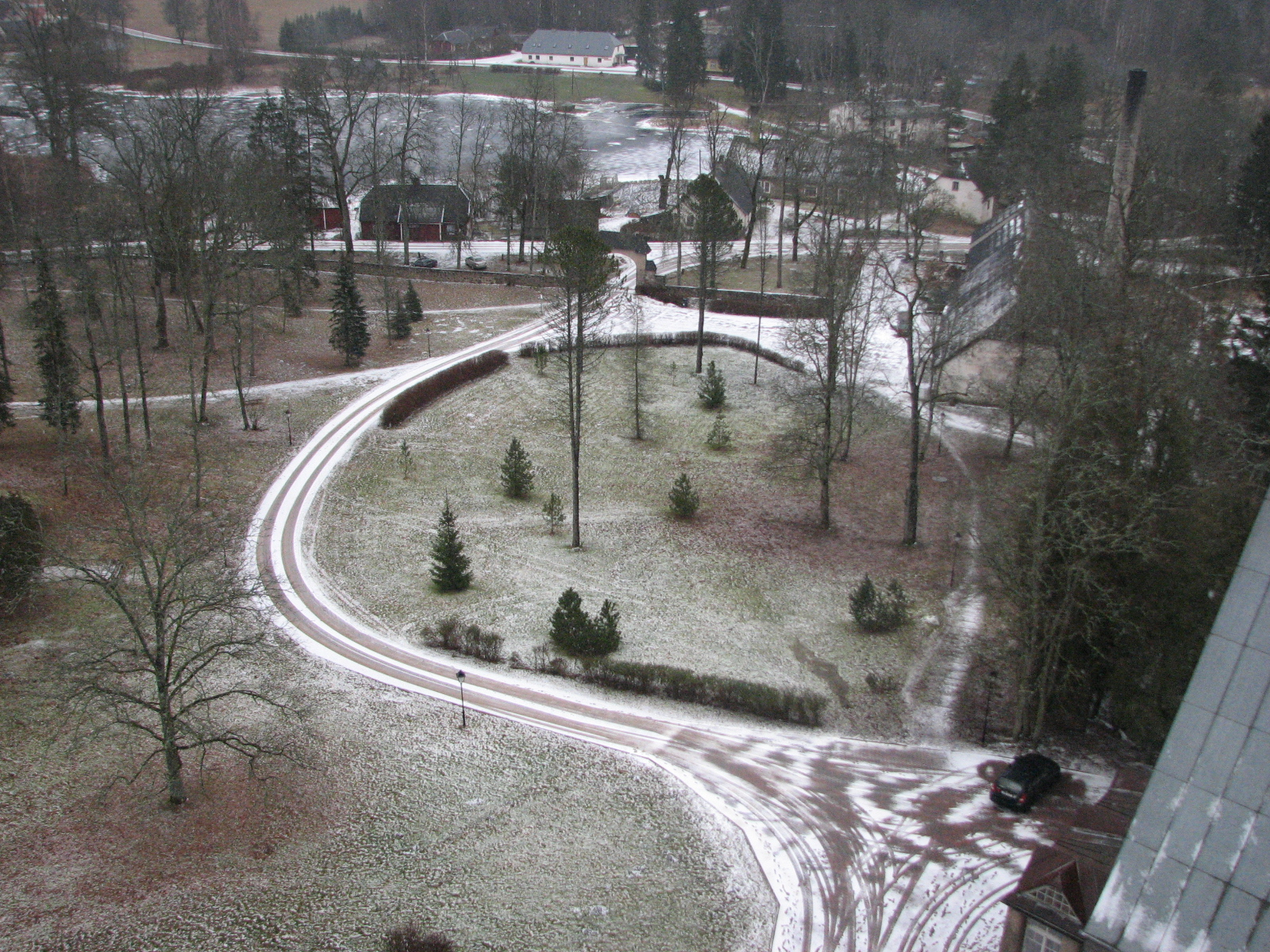